# 1800 en science
| Années de la science : 1797 - 1798 - 1799 - 1800 - 1801 - 1802 - 1803    |
| Décennies de la science : 1770 - 1780 - 1790 - 1800 - 1810 - 1820 - 1830 |

Cet article présente les faits marquants de l'année 1800 en science.

## Événements
- 13 janvier : en Grande-Bretagne, la Royal Institution fondée par le comte Rumford  et Joseph Banks le 9 mars 1799 reçoit sa charte d'incorporation[1].

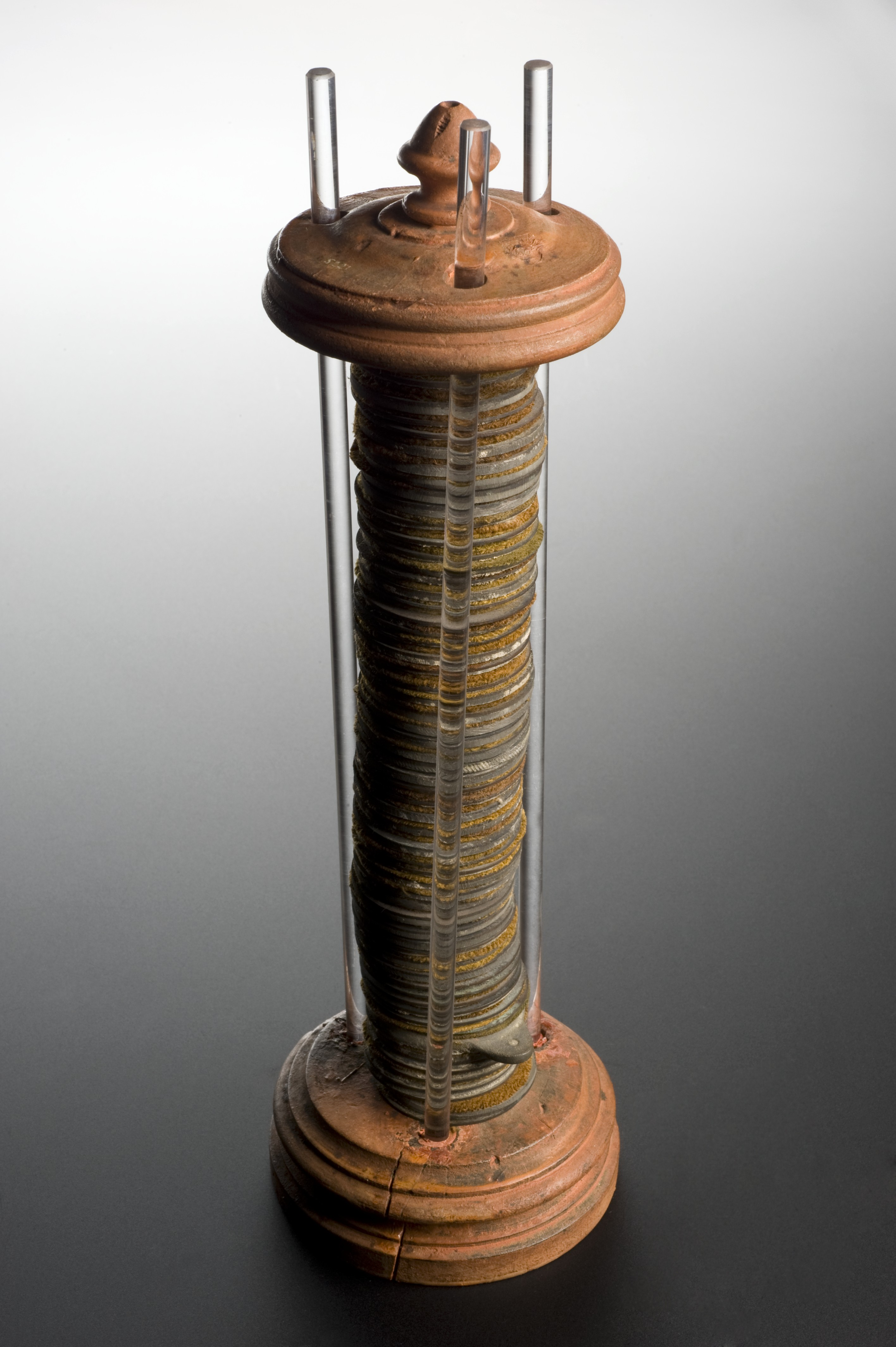
Pile voltaïque.

- 17 mars : le savant italien Alessandro Volta essaye avec succès la pile voltaïque, la première pile électrique[2]. Le 20 mars il soumet la publication de son invention dans une lettre en français datée de Côme au président de la Royal Society, Joseph Banks[3].
- 26 mars : Henry Waterhouse, capitaine du navire britannique HMS Reliance découvre l'archipel des îles des Antipodes[4].

- 2 mai : la première électrolyse (électrolyse de l'eau) est réalisée par deux chimistes britanniques, William Nicholson (1753 - 1815) et Sir Anthony Carlisle (1768-1842), grâce à la première pile électrique, quelques jours après son invention par Alessandro Volta[2].
- 11 mai : dans son discours d'ouverture des cours de zoologie donnés dans le Muséum d'histoire naturelle du 21 floréal an VIII, Lamarck annonce son adhésion au transformisme[5].
- 19 juin : premières vaccinations antivarioliques en France à Boulogne[6].
- 29 juillet : essais à Rouen dans la Seine du sous-marin de Robert Fulton, le Nautilus[7].
- 19 octobre : Le Géographe et Le Naturaliste quittent  Le Havre dans le cadre de l'expédition Baudin de découvertes aux terres australes[8].
- 3 décembre : le docteur Francisco Piguillem pratique les premières vaccinations antivarioliques en Catalogne à Puigcerdá[9].

- Le rayonnement infrarouge (appelés rayons calorifiques) est découvert par l'astronome britannique William Herschel en faisant passer la lumière du soleil à travers un prisme et en mesurant l'élévation de température de chacune des couleurs avec un thermomètre à mercure[10].
- Le chimiste britannique Edward Charles Howard découvre les propriétés explosives du fulminate de mercure[11].
- Le pharmacien allemand Johann Trommsdorff annonce la découverte d'une nouvelle terre dans des échantillons de béryl de Saxe, qu'il appelle agusterde (terre sans goût). Le chimiste français Louis-Nicolas Vauquelin suspicieux, analyse le béryl de saxe et annonce en 1804 que l'agusterde est du phosphate de chaux[12].
- Premières machines à vapeur utilisées à Berlin dont l'une pour la manufacture de porcelaine[13].
- Fondation à Varsovie d’une Société des Amis des sciences[14].

## Publications
- Xavier Bichat : Recherches physiologiques sur la vie et la mort. Il y écrit que « La vie est l'ensemble des fonctions qui résistent à la mort ».
- Georges Cuvier : Leçons d'anatomie comparée, volume 1.
- Humphry Davy : Researches chemical and philosophical ; chiefly concerning nitrous oxide. Il annonce les propriétés anesthésiques de l'oxyde nitreux (gaz hilarant).
- Antoine-François Fourcroy : Système des connaissances chimiques et de leurs applications aux phénomènes de la nature et de l'art.
- Jean-Marie de Gérando : Considérations sur les diverses méthodes à suivre dans l’observation des peuples sauvages.
- Jean-Baptiste de Lamarck : Organisation des corps vivants, où il invente le nom de la biologie.
- Philippe Pinel : Traité médico-philosophique sur l'aliénation mentale ou la manie, Paris, Richard.
- Andrea Vaccà Berlinghieri (en) : Traité des maladies vénériennes.

## Prix
- Médailles de la Royal Society
  - Médaille Copley : Edward Charles Howard
  - Médaille Rumford : Benjamin Thompson

## Naissances

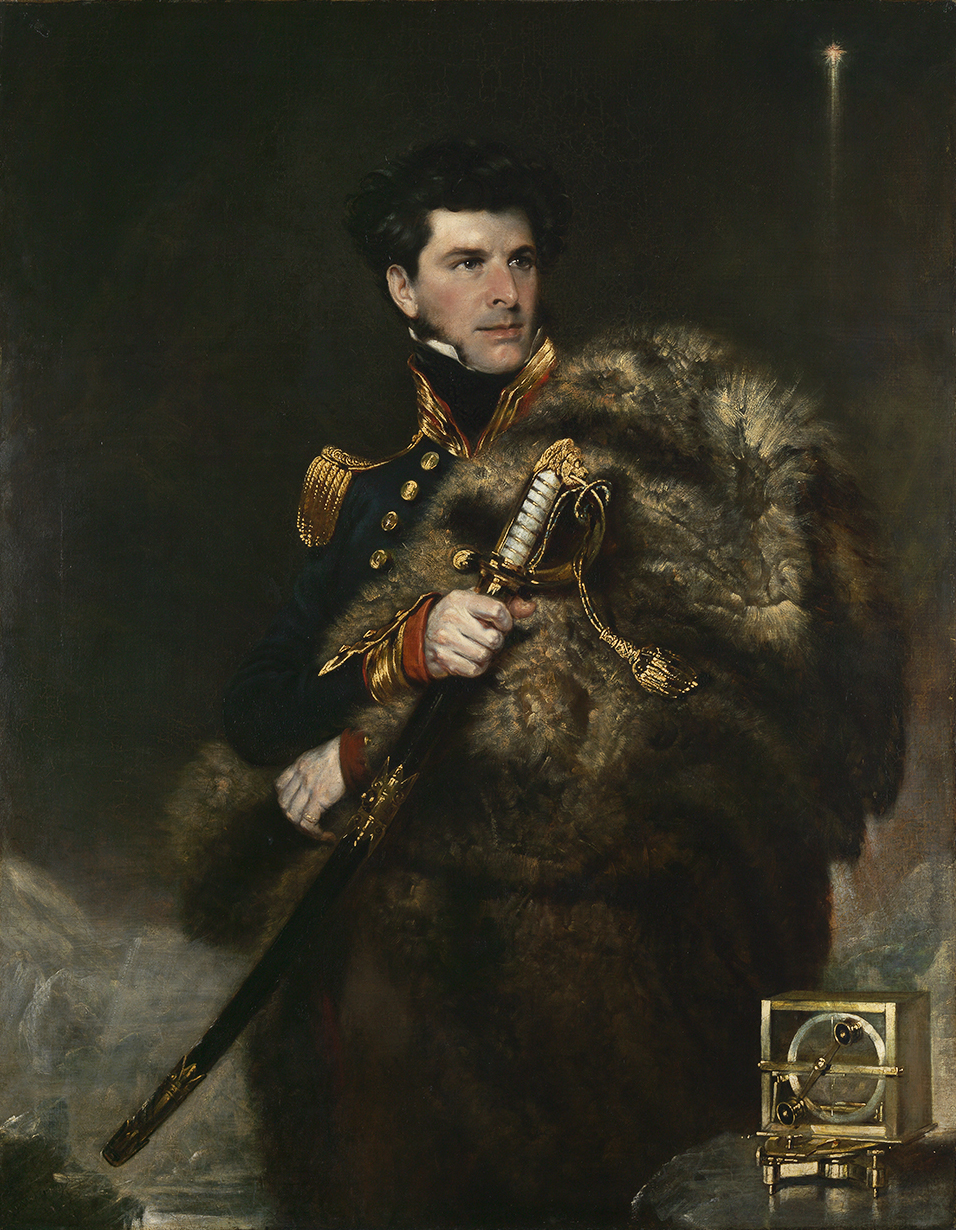
James Clark Ross

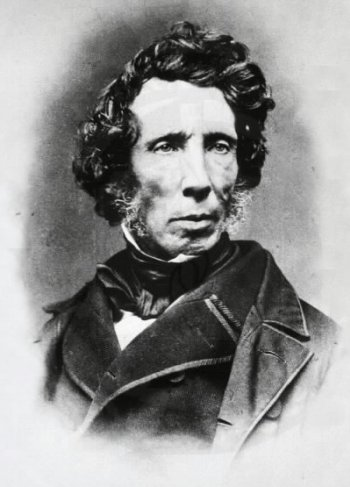
Friedrich Wöhler

- 1er février : Brian Houghton Hodgson (mort en 1894), administrateur colonial, ethnologue et naturaliste britannique.
- 11 février : William Henry Fox Talbot (mort en 1877), mathématicien, physicien et chimiste britannique.
- 12 février : John Edward Gray (mort en 1875), zoologiste britannique.
- 23 février : William Jardine (mort en 1874), naturaliste écossais.
- 25 février : Theodor Panofka (mort en 1858), archéologue allemand.

- 3 mars : Heinrich Georg Bronn (mort en 1862), géologue allemand.
- 28 mars : Johann Georg Wagler (mort en 1832), zoologiste allemand.

- 15 avril : James Clark Ross (mort en 1862), officier de la Royal Navy, explorateur polaire et naturaliste britannique.

- 12 mai : Jean-Félix Adolphe Gambart (mort en 1836), astronome français.
- 18 mai : Pierre Théodore Virlet d'Aoust (mort en 1894), géologue français.
- 25 mai : Leonard Blomefield (mort en 1893), homme d'Église et naturaliste britannique.
- 30 mai : Karl Wilhelm Feuerbach (mort en 1834), mathématicien allemand.

- 17 juin : William Parsons (mort en 1867), astronome irlandais.

- 14 juillet : Jean-Baptiste Dumas (mort en 1884), chimiste et homme politique français.
- 22 juillet : Robert McCormick (mort en 1890), chirurgien, explorateur et naturaliste anglais de la Royal Navy.
- 25 juillet : Johann Heinrich Robert Göppert (mort en 1884), botaniste et paléontologue allemand.
- 31 juillet : Friedrich Wöhler (mort en 1882), chimiste allemand.

- 13 août : Ippolito Rosellini (mort en 1843), égyptologue italien.
- 26 août : Félix Archimède Pouchet (mort en 1872), biologiste français.

- 11 septembre : Giacomo Balbi Piovera (mort en 1878), politicien et agronome italien.
- 15 septembre : Binet de Sainte-Preuve (mort en 1873), mathématicien et physicien français.
- 22 septembre : George Bentham (mort en 1884), botaniste britannique.

- 8 octobre : Jules Desnoyers (mort en 1887), géologue, archéologue, spéléologue et historien français.
- 23 octobre : Henri Milne Edwards (mort en 1885), zoologiste français.

- 30 novembre : Franz Unger (mort en 1870), botaniste, paléontologue et spécialiste de la physiologie végétale autrichien.

- 25 décembre : John Phillips (mort en 1874), géologue britannique.
- 29 décembre : Charles Goodyear (mort en 1860), chimiste américain, inventeur du processus de vulcanisation.

## Décès

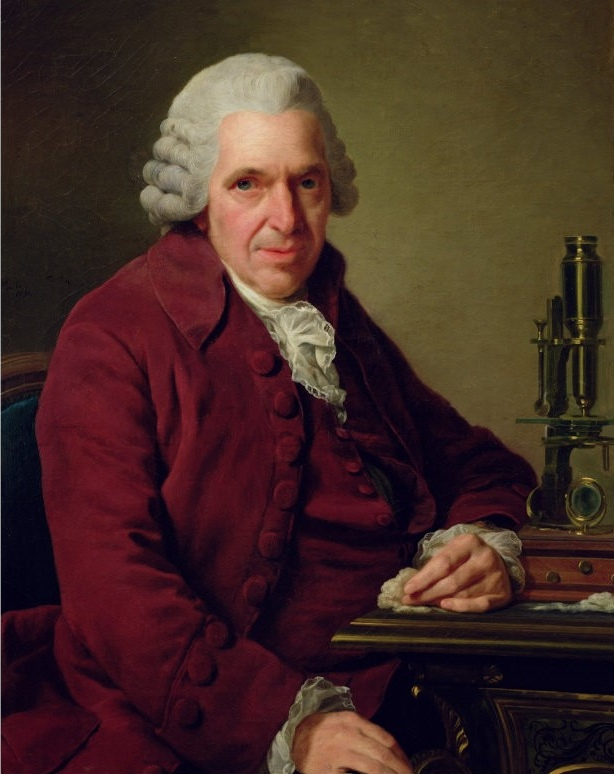
Louis Jean-Marie Daubenton en 1791.
Portrait par Alexander Roslin.

- 11 janvier : Louis Jean-Marie Daubenton (né en 1716), naturaliste français.

- 25 février : Carlo Barletti (né en 1735), physicien italien.

- 14 mars : Daines Barrington (né en 1727), naturaliste anglais.

- 2 mai : Alexandre César Chavannes (né en 1731), anthropologue suisse.
- 23 mai : Henry Cort (né en 1740), maître de forges anglais, inventeur du puddlage.

- 20 juin : Abraham Gotthelf Kästner (né en 1719), mathématicien allemand.

- 14 juillet : Lorenzo Mascheroni (né en 1750), mathématicien italien.
- 5 août : Johann Georg Büsch (né en 1728), mathématicien et pédagogue allemand.

- 7 septembre : François-Hilaire Gilbert (né en 1757), vétérinaire français.
- 17 septembre : Johann Euler (né en 1734), astronome et mathématicien russo-suisse.

- 12 octobre : Johann Hieronymus Chemnitz (né en 1730), homme d’église et conchyliologiste allemand.

- 25 novembre : Vito Caravelli (né en 1724), mathématicien et prêtre italien.